# Московская областная дума 6 созыва
Московская областная дума шестого созыва — законодательный (представительный) орган государственной власти Московской области из 50 депутатов, получивших мандаты по итогам выборов, состоявшихся 18 сентября 2016 года. Срок полномочий — 5 лет, с сентября 2016 года по сентябрь 2021 года.
Первое заседание состоялось 29 сентября 2016 года. На нём депутатам были вручены удостоверения депутатов. Также был избран председатель. Им вновь стал Игорь Брынцалов (Единая Россия). За него единогласно проголосовали все 50 депутатов. 
Было зарегистрировано 4 фракции:
- фракции «Единая Россия» — 38 депутатов, руководитель — И. Ю. Брынцалов
- фракции КПРФ — 5 депутатов, руководитель — Н. И. Васильев
- фракции ЛДПР — 5 депутатов, руководитель — К. С. Жигарев
- фракции «Справедливая Россия» — 2 депутата, руководитель — И. В. Чистюхин

## Выборы и распределение мандатов
Выборы состоялись в единый день голосования 18 сентября 2016 года. Они проходили по смешанной системе: из 50 депутатов 25 были избраны по избирательным спискам партий, а 25 — по одномандатным округам. По итогам выборов в думу прошли кандидаты от 4 партий: «Единая Россия» получила 38 мест, КПРФ – 5, ЛДПР – 5, «Справедливая Россия» – 2.

## Дополнительные выборы
- 18 апреля 2020 года депутат и заместитель главы фракции «Единая Россия» Иван Жуков скончался на 64-м году жизни.[3] Поскольку в 2016 году он был избран по одномандатному округу (№13 Ногинский), то на освободившийся мандат пройдут новые выборы в единый день голосования 13 сентября 2020 года. Депутат будет избран на один год.